# Farid El Melali
Farid El Melali, né le 13 juillet 1997 à Larbaâ, est un footballeur international algérien évoluant au poste d'attaquant à Angers SCO.

## Biographie

### En club
Le 9 août 2018, il s'engage pour quatre saisons avec le SCO d'Angers.
Il se blesse face à l’OM le 23 janvier 2019, à la suite d'un choc avec Jordan Amavi.
Le 7 janvier 2022, il est prêté pour 6 mois au Pau FC en Ligue 2.

## Faits divers
Le 5 mai 2020, il est placé en garde à vue pour exhibitionnisme sexuel, avant d’être ensuite relâché.
Le 8 juillet 2020 il est de nouveau entendu pour des faits similaires à l’encontre d’une deuxième victime et reconnaît les faits selon le journal L’Équipe.
Fin octobre 2020, Farid El Melali est condamné par la justice pour exhibition sexuelle à une peine de prison de six mois de sursis avec une période probatoire de 18 mois et 2 000 € d'amende. Il doit également suivre un protocole de soins psychiatriques.

## Statistiques

### En club
| Saison                | Club                  | Championnat           | Championnat | Championnat | Championnat | Coupe nationale | Coupe nationale | Coupe nationale | Coupe de la Ligue | Coupe de la Ligue | Coupe de la Ligue | Total | Total | Total |
| Saison                | Club                  | Division              | M.          | B.          | P.d.        | M.              | B.              | P.d.            | M.                | B.                | P.d.              | M.    | B.    | P.d.  |
| 2015-2016             | Paradou AC            | Ligue 2               | 6           | 0           | 0           | 2               | 0               | 0               | -                 | -                 | -                 | 8     | 0     | 0     |
| 2016-2017             | Paradou AC            | Ligue 2               | 16          | 4           | 0           | 2               | 0               | 0               | -                 | -                 | -                 | 18    | 4     | 0     |
| 2017-2018             | Paradou AC            | Ligue 1               | 23          | 4           | 4           | -               | -               | -               | -                 | -                 | -                 | 23    | 4     | 4     |
| Sous-total            | Sous-total            | Sous-total            | 45          | 8           | 4           | 4               | 0               | 0               | -                 | -                 | -                 | 49    | 8     | 4     |
| 2018-2019             | Angers SCO            | Ligue 1               | 18          | 0           | 1           | -               | -               | -               | -                 | -                 | -                 | 18    | 0     | 1     |
| 2019-2020             | Angers SCO            | Ligue 1               | 8           | 3           | 0           | 2               | 2               | 0               | 1                 | 0                 | 0                 | 11    | 5     | 0     |
| 2020-2021             | Angers SCO            | Ligue 1               | 17          | 1           | 0           | 3               | 0               | 0               | -                 | -                 | -                 | 20    | 1     | 0     |
| 2021-2022             | Angers SCO            | Ligue 1               | 2           | 0           | 0           | 1               | 0               | 0               | -                 | -                 | -                 | 3     | 0     | 0     |
| 2022-2023             | Angers SCO            | Ligue 1               | 17          | 0           | 0           | 1               | 0               | 0               | -                 | -                 | -                 | 18    | 0     | 0     |
| 2023-2024             | Angers SCO            | Ligue 2               | 33          | 8           | 5           | 2               | 0               | 0               | -                 | -                 | -                 | 35    | 8     | 5     |
| 2024-2025             | Angers SCO            | Ligue 1               | 32          | 2           | 3           | 3               | 1               | 0               | -                 | -                 | -                 | 35    | 3     | 3     |
| Sous-total            | Sous-total            | Sous-total            | 127         | 14          | 9           | 12              | 3               | 0               | 1                 | 0                 | 0                 | 140   | 17    | 9     |
| 2021-2022             | Pau FC (prêt)         | Ligue 2               | 17          | 1           | 1           | -               | -               | -               | -                 | -                 | -                 | 17    | 1     | 1     |
| Total sur la carrière | Total sur la carrière | Total sur la carrière | 189         | 23          | 14          | 16              | 3               | 0               | 1                 | 0                 | 0                 | 206   | 26    | 14    |

### En sélection nationale
| Saison                | Sélection             | Phases finales        | Phases finales | Phases finales | Phases finales | Éliminatoires CDM | Éliminatoires CDM | Éliminatoires CDM | Éliminatoires CAN | Éliminatoires CAN | Éliminatoires CAN | Matchs amicaux | Matchs amicaux | Matchs amicaux | Total | Total | Total |
| Saison                | Sélection             | Compétition           | M              | B              | Pd             | M                 | B                 | Pd                | M                 | B                 | Pd                | M              | B              | Pd             | M     | B     | Pd    |
| --------------------- | --------------------- | --------------------- | -------------- | -------------- | -------------- | ----------------- | ----------------- | ----------------- | ----------------- | ----------------- | ----------------- | -------------- | -------------- | -------------- | ----- | ----- | ----- |
| 2017-2018             | Algérie               | -                     | -              | -              | -              | -                 | -                 | -                 | -                 | -                 | -                 | 2              | 0              | 0              | 2     | 0     | 0     |
| Total sur la carrière | Total sur la carrière | Total sur la carrière | -              | -              | -              | -                 | -                 | -                 | -                 | -                 | -                 | 2              | 0              | 0              | 2     | 0     | 0     |

### Matchs internationaux
Le tableau suivant liste les rencontres de l'équipe d'Algérie dans lesquelles Farid El Melali a été sélectionné depuis le 22 mars 2018 jusqu'à présent.

## Palmarès

### Palmarès en club
| Paradou AC (1)                    | Angers SCO                         |
| --------------------------------- | ---------------------------------- |
| - Ligue 2 (1) : - Champion : 2017 | - Ligue 2 : - Vice-champion : 2024 |

### En sélection
- Médaille de bronze  aux Jeux de la solidarité islamique de 2017 [4]

## Distinctions personnelles
- Élu meilleur joueur du mois de août 2019 avec le Angers SCO[réf. nécessaire].